# Inopeplus concolor
Inopeplus concolor es una especie de coleóptero de la familia Salpingidae.

## Distribución geográfica
Habita en América Central.